# Rynárec
Rynárec (en allemand : Rinaretz) est une commune du district de Pelhřimov, dans la région de Vysočina, en République tchèque. Sa population s'élevait à 660 habitants en 2024.

## Géographie
Rynárec se trouve à 4,7 km au sud de Pelhřimov, à 26 km à l'ouest de Jihlava à 97 km au sud-est de Prague.
La commune est limitée par Pavlov au nord, par Radňov, un quartier exclavé de Pelhřimov et Zajíčkov à l'est, par Mezná et Čelistná au sud et par Libkova Voda et Vokov à l'ouest.

## Histoire
La première mention écrite de la localité date de 1203.

## Transports
Par la route, Rynárec se trouve à 5,3 km de Pelhřimov, à 33 km de Jihlava à 121 km de Prague.